# Fiat 600
Fiat 600 («Сейченто» от итал. seicento — шестьсот) — городской заднемоторный автомобиль итальянского автопроизводителя Fiat, производившийся с 1955 по 1969 год. Фабрика Mirafiori выпустила 2 695 197 экземпляров. Продавался по цене 590 тыс. лир, которая считалась невысокой.
В 1960-х, 1970-х и 1980-х годах машина была очень популярна в странах Латинской Америки, особенно в Аргентине, где ему дали прозвище «Фитито» — уменьшительное от Fiat.
Название автомобиля в качестве одного из символов Италии того времени упоминается в песне Тото Кутуньо «Итальянец» (L’italiano):

Buongiorno Italia con caffe' ristretto 

Le calze nuove nel primo cassetto

Con la bandiera in tintoria

E una Seicento giu' di carrozzeria

«Фиат-600» — терьер среди автомобилей.

## Редизайны

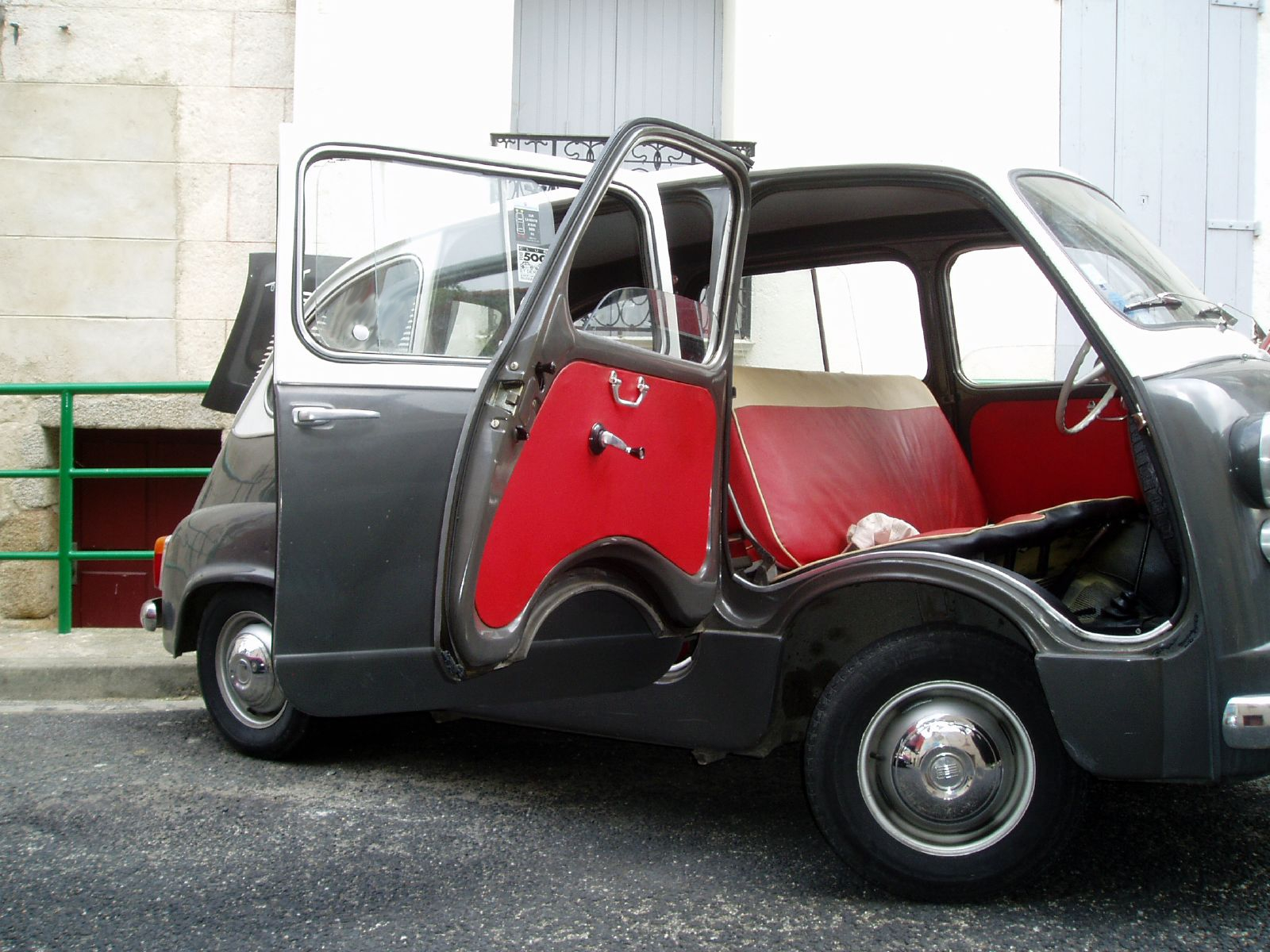
Fiat Multipla (на базе Fiat 600)
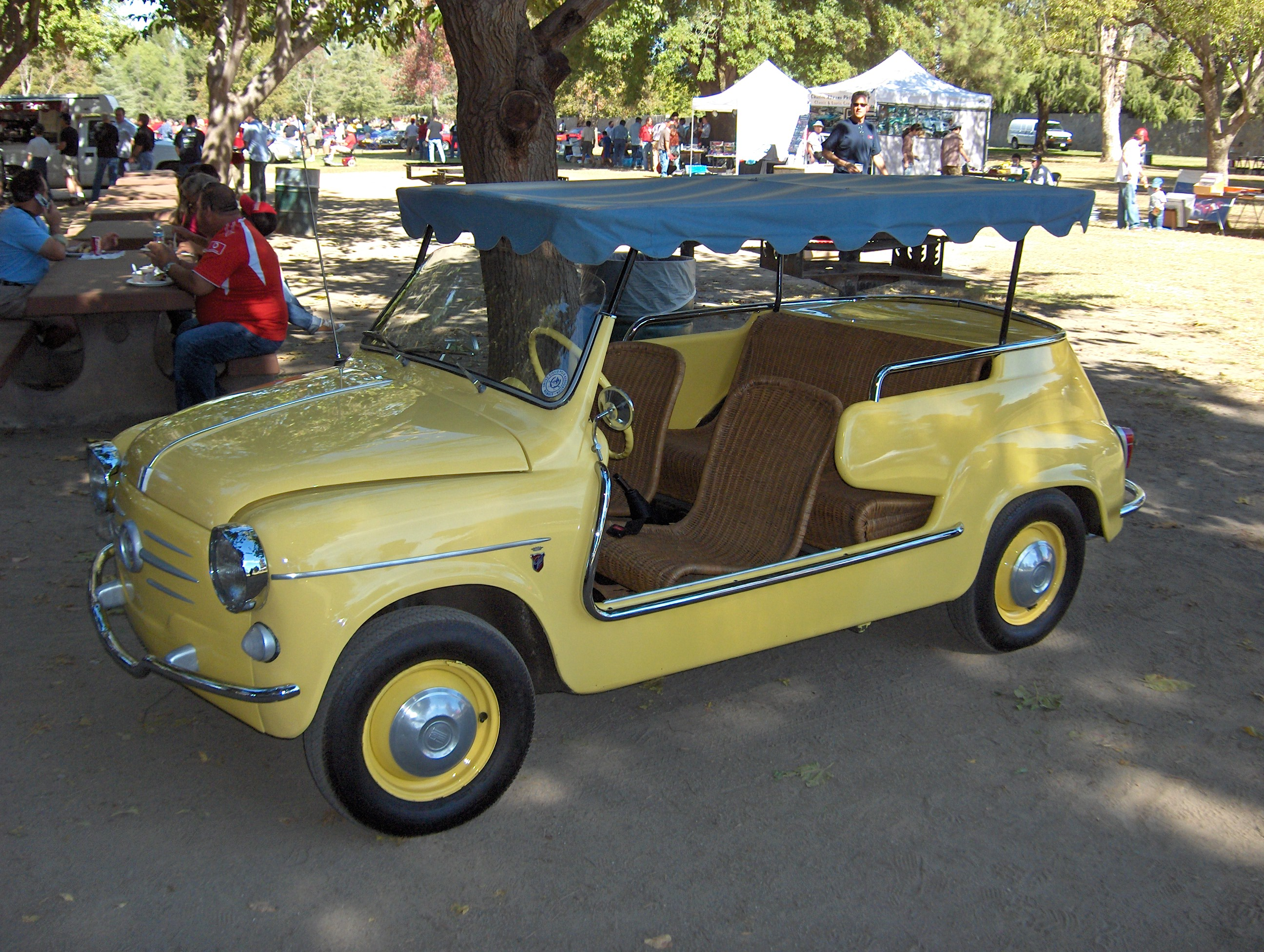
Fiat 600 «Джолли» с плетёными сиденьями. Использовался в качестве такси
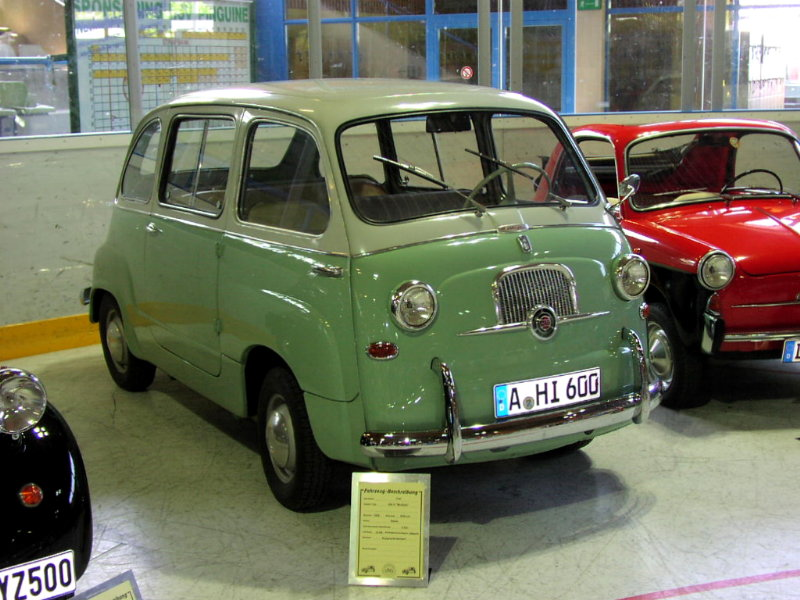
Fiat 600 Multipla